# Gynodiastylis anguicephala
Gynodiastylis anguicephala is een zeekommasoort uit de familie van de Gynodiastylidae. De wetenschappelijke naam van de soort is voor het eerst geldig gepubliceerd in 1962 door Harada.